# Een tweedehands jas
Een tweedehands jas is een liedje van Kinderen voor Kinderen. Het nummer staat op het album Kinderen voor kinderen 2 uit 1981. De tekst is geschreven door Ivo de Wijs en de muziek door Joop Stokkermans.
In het liedje wordt verteld over bontjassen. Met het liedje werd het doden van pelsdieren en het dragen van een bontjas aan de kaak gesteld. Dit leidde tot protesten vanuit de bonthandel. Ook werd de VARA benaderd door vrouwen die vanwege dit liedje op straat werden nagejouwd als ze een bontjas droegen.